# Rue de Tamines

La rue de Tamines est une rue de Saint Gilles dans l'agglomération bruxelloise.
- Anciennement dénommée rue de Turquie, avant la première guerre mondiale.  La Turquie fut pendant le conflit, alliée de l'Allemagne.
- Au lendemain de la Première Guerre mondiale et à la suite du massacre de Tamines du 22 août 1914, elle fut nommée ainsi en l'honneur de la ville de Tamines.